# کلاوس بودینگر
کلاوس بودینگر (به انگلیسی: Klaus Bodinger) (زادهٔ ۱۴ مه ۱۹۳۲) شناگر اهل آلمان است.